# GoHands
GoHands Inc. (株式会社エンギ, Kabushiki-gaisha Gōhanzu) é um estúdio de animação japonês, fundado pelo ex-funcionário da Satelight. Sua sede está localizada em Osaca.

## Produção de animação

### Animação (TV)
- Princess Lover! (2009)[1]
- Cheburashka Arere? ( 2009)[2]
- Seitokai Yakuindomo (2010)[3]
- K (2012)[4]
- Coppelion (2013)
- Seitokai Yakuindomo * (2014)
- K: Return of Kings (2015)
- Hands Shakers (2017)

### Filmes
- Mardock Scramble: The First Compression (2010)[5]
- Mardock Scramble: The Second Combustion (2011)[5]
- Mardock Scramble: The Third Exhaust (2012)[5]
- K: Missing Kings (2014)
- Seitokai Yakuindomo Movie (2017)

## Ligaçoẽs externas
- GoHands  na enciclopédia do Anime News Network (em inglês)